# Parròquia de Gavieze
La Parròquia de Gavieze (en letó: Gaviezes pagasts) és una unitat administrativa del municipi de Grobiņa, al sud de Letònia. Abans de la reforma territorial administrativa de l'any 2009 pertanyia al raion de Liepaja.

## Pobles, viles i assentaments
- Gavieze (centre parroquial)
- Vārtāja
- Kradzes
- Mazgavieze
- Susta
- Gaviezes estació
- Krīzberga